# Мандариновый полоз
Мандариновый полоз, или полоз-мандарин (лат. Euprepiophis mandarinus), — вид змей из семейства ужеобразных, обитающий в Юго-Восточной Азии.

## Описание
Общая длина достигает 100—120 сантиметров, встречаются также особи длиной 160—170 см. Брюшные кили не развиты. Основной тон окраски от серого до серо-коричневого, у некоторых представителей спинная чешуя может иметь красноватые или коричневые пятна в центре. Спина и хвост покрыты овальными или округлыми жёлтыми пятнами, часто окружённые чёрной окантовкой, которая может быть намного шире самого пятна. В центре пятен присутствуют чёрные точечки, у многих особей пятна вытянуты и заходят на бока. На голове присутствует рисунок из двух V-образных чёрных полос, одна из которых тянется через глаза, а другая позади глаз, на затылке. Брюхо кремово-белого цвета с большими чёрными прямоугольными пятнами, заходящими с боков.

## Образ жизни
Населяет горные леса, встречается на высоте до 3000 м над уровнем моря. Предпочитает каменистые места поросшие кустарником. Питается мелкими мышами, в поисках которых регулярно посещает норы грызунов и поедает новорождённых детёнышей.

## Размножение
Эта яйцекладущая змея. Самка откладывает до 10 яиц.

## Распространение
Обитает на юге Китая, в Тайване, восточной Индии, на севере Вьетнама, в Мьянме и Лаосе.